# Bilibili
Bilibili (chiń. 哔哩哔哩) – chiński serwis internetowy o charakterze platformy strumieniowej, umożliwiający udostępnianie treści wideo.
Portal Bilibili powstał w 2009 roku. Znajduje się wśród najpopularniejszych platform wideo w kraju.
Pod koniec 2020 roku serwis miał 202 mln aktywnych użytkowników miesięcznie.
Tematyka serwisu koncentruje się na anime. Jego społeczność składa się z fanów anime i graczy, którzy wstawiają, oglądają i komentują materiały wideo. Platforma oferuje również oryginalne treści, m.in. recenzje filmów, seriale animowane i gry. Charakterystyczną cechą portalu jest obecność funkcji „bullet comments” (danmaku), dzięki której użytkownicy mogą udostępniać komentarze wyświetlane bezpośrednio podczas oglądania klipu.